# Randy Williams
Randel Lavelle Williams, detto Randy (Fresno, 23 agosto 1953), è un ex lunghista statunitense, vincitore della medaglia d'oro ai Giochi olimpici di Monaco di Baviera 1972.

## Biografia
Nato nello stato della California, ai Giochi della XX Olimpiade vinse l'oro nel salto in lungo superando il tedesco Hans Baumgartner (medaglia d'argento) e lo statunitense Arnie Robinson.
Ai successivi Giochi olimpici, a Montréal nel 1976, vinse nella stessa disciplina una medaglia d'argento. Nel 1972 vinse il titolo NCAA.

## Palmarès
| Anno | Manifestazione  | Sede     | Evento         | Risultato | Prestazione | Note |
| ---- | --------------- | -------- | -------------- | --------- | ----------- | ---- |
| 1972 | Giochi olimpici | Monaco   | Salto in lungo | Oro       | 8,24 m      |      |
| 1976 | Giochi olimpici | Montréal | Salto in lungo | Argento   | 8,11 m      |      |